# Lijst van burgemeesters van Wellen
Onderstaande tabel geeft een overzicht weer van de burgemeesters van Wellen en de tot 1976 zelfstandige gemeenten Berlingen, Herten en Ulbeek.
| Periode   | Berlingen                        | Periode                          | Herten                           | Periode                          | Ulbeek                           | Periode                          | Wellen                           |
| --------- | -------------------------------- | -------------------------------- | -------------------------------- | -------------------------------- | -------------------------------- | -------------------------------- | -------------------------------- |
| 1830-1837 | Louis Daris                      | 1830-1845                        | Jean Corneille Van Weddingen     | 1830-1861                        | Gisbertus Ghijssens              | 1830-1842                        | Leonard Bellefroid               |
| 1837-1842 | Robert Daris                     | 1830-1845                        | Jean Corneille Van Weddingen     | 1830-1861                        | Gisbertus Ghijssens              | 1830-1842                        | Leonard Bellefroid               |
| 1843-1848 | Leon Van Leeuwe                  | 1830-1845                        | Jean Corneille Van Weddingen     | 1830-1861                        | Gisbertus Ghijssens              | 1843-1850                        | Gerard Bellefroid                |
| 1849-1854 | Pieter Aussens                   | 1845-1880                        | Antoon Bellefroid                | 1830-1861                        | Gisbertus Ghijssens              | 1843-1850                        | Gerard Bellefroid                |
| 1855-1867 | Christiaan Driesen               | 1845-1880                        | Antoon Bellefroid                | 1861-1864                        | Hendrik Craeybeckx               | 1850-1860                        | Guillaume Briers                 |
| 1868      | Leon Van Leeuwe                  | 1845-1880                        | Antoon Bellefroid                | 1864-1866                        | Lambert Pexsters                 | 1861-1879                        | Gerard Bellefroid                |
| 1868-1891 | Lambert Pexsters                 | 1880-1896                        | Alexander Pexsters               | 1867-1879                        | Antoon Hayen                     | 1861-1879                        | Gerard Bellefroid                |
| 1892-1914 | Alphons Driesen                  | 1880-1896                        | Alexander Pexsters               | 1879-1885                        | Guillaume Vanbilsen              | 1879-1895                        | Pieter Johannes Wagemans         |
| 1892-1914 | Alphons Driesen                  | 1900-1908                        | Joseph Neven                     | 1885-1887                        | Antoon Hayen                     | 1896-1917                        | Libert Heeren                    |
| 1892-1914 | Alphons Driesen                  | 1909-1925                        | August Jeuris                    | 1887-1912                        | Henricus Claykens                | 1896-1917                        | Libert Heeren                    |
| 1915-1916 | Joannes Knapen                   | 1909-1925                        | August Jeuris                    | 1912-1921                        | Arthur Hayen                     | 1896-1917                        | Libert Heeren                    |
| 1916-1926 | Joseph Driesen                   | 1925-1941                        | Wilhelmus Cuyx                   | 1912-1921                        | Arthur Hayen                     | 1896-1917                        | Libert Heeren                    |
| 1927-1932 | Victor Pexsters                  | 1925-1941                        | Wilhelmus Cuyx                   | 1922-1938                        | Hubert Wijgaerts                 | 1917-1938                        | Jan Oudebrouckx                  |
| 1933-1936 | Joseph Driesen                   | 1925-1941                        | Wilhelmus Cuyx                   | 1922-1938                        | Hubert Wijgaerts                 | 1917-1938                        | Jan Oudebrouckx                  |
| 1936-1938 | Frans Candrix                    | 1925-1941                        | Wilhelmus Cuyx                   | 1922-1938                        | Hubert Wijgaerts                 | 1917-1938                        | Jan Oudebrouckx                  |
| 1939-1941 | Victor Pexsters                  | 1925-1941                        | Wilhelmus Cuyx                   | 1939-1976                        | Victor Henry                     | 1939-1941                        | Joseph Marckelbach               |
| 1941-1944 | Ernest Pexsters                  | 1941-1946                        |                                  | 1939-1976                        | Victor Henry                     | 1941-1944                        | Joseph Neven                     |
| 1944-1952 | Victor Pexsters                  | 1947-1970                        | August Pexsters                  | 1939-1976                        | Victor Henry                     | 1944-1945                        | Lambert Goffings                 |
| 1953-1976 | Joannes Candrix                  | 1947-1970                        | August Pexsters                  | 1939-1976                        | Victor Henry                     | 1947-1956                        | Lambert Goffings                 |
| 1953-1976 | Joannes Candrix                  | 1947-1970                        | August Pexsters                  | 1939-1976                        | Victor Henry                     | 1956-1959                        | Armand Vanschoenwinkel           |
| 1953-1976 | Joannes Candrix                  | 1947-1970                        | August Pexsters                  | 1939-1976                        | Victor Henry                     | 1959-1962                        | Winandus Benaets                 |
| 1953-1976 | Joannes Candrix                  | 1947-1970                        | August Pexsters                  | 1939-1976                        | Victor Henry                     | 1963                             | Joseph Bamps                     |
| 1953-1976 | Joannes Candrix                  | 1947-1970                        | August Pexsters                  | 1939-1976                        | Victor Henry                     | 1964                             | Armand Vanschoenwinkel           |
| 1953-1976 | Joannes Candrix                  | 1971-1976                        | Armand Neven                     | 1939-1976                        | Victor Henry                     | 1965-1976                        | André Hayen                      |
| Periode   | Fusiegemeente Wellen             | Fusiegemeente Wellen             | Fusiegemeente Wellen             | Fusiegemeente Wellen             | Fusiegemeente Wellen             | Fusiegemeente Wellen             | Fusiegemeente Wellen             |
| 1977-1982 | André Hayen (CVP)                | André Hayen (CVP)                | André Hayen (CVP)                | André Hayen (CVP)                | André Hayen (CVP)                | André Hayen (CVP)                | André Hayen (CVP)                |
| 1983-1988 | Eloi Vandersmissen (PVV)         | Eloi Vandersmissen (PVV)         | Eloi Vandersmissen (PVV)         | Eloi Vandersmissen (PVV)         | Eloi Vandersmissen (PVV)         | Eloi Vandersmissen (PVV)         | Eloi Vandersmissen (PVV)         |
| 1989-1994 | Francis Bosmans (CVP)            | Francis Bosmans (CVP)            | Francis Bosmans (CVP)            | Francis Bosmans (CVP)            | Francis Bosmans (CVP)            | Francis Bosmans (CVP)            | Francis Bosmans (CVP)            |
| 1995-1996 | Eloi Vandersmissen (VLD)         | Eloi Vandersmissen (VLD)         | Eloi Vandersmissen (VLD)         | Eloi Vandersmissen (VLD)         | Eloi Vandersmissen (VLD)         | Eloi Vandersmissen (VLD)         | Eloi Vandersmissen (VLD)         |
| 1996-1998 | Jeannine Leduc (VLD)             | Jeannine Leduc (VLD)             | Jeannine Leduc (VLD)             | Jeannine Leduc (VLD)             | Jeannine Leduc (VLD)             | Jeannine Leduc (VLD)             | Jeannine Leduc (VLD)             |
| 1999-2004 | Francis Bosmans (CD&V)           | Francis Bosmans (CD&V)           | Francis Bosmans (CD&V)           | Francis Bosmans (CD&V)           | Francis Bosmans (CD&V)           | Francis Bosmans (CD&V)           | Francis Bosmans (CD&V)           |
| 2005-2010 | Johan Vanschoenwinkel (Open VLD) | Johan Vanschoenwinkel (Open VLD) | Johan Vanschoenwinkel (Open VLD) | Johan Vanschoenwinkel (Open VLD) | Johan Vanschoenwinkel (Open VLD) | Johan Vanschoenwinkel (Open VLD) | Johan Vanschoenwinkel (Open VLD) |
| 2011-2012 | Francis Bosmans (CD&V)           | Francis Bosmans (CD&V)           | Francis Bosmans (CD&V)           | Francis Bosmans (CD&V)           | Francis Bosmans (CD&V)           | Francis Bosmans (CD&V)           | Francis Bosmans (CD&V)           |
| 2013-2024 | Els Robeyns (sp.a)               | Els Robeyns (sp.a)               | Els Robeyns (sp.a)               | Els Robeyns (sp.a)               | Els Robeyns (sp.a)               | Els Robeyns (sp.a)               | Els Robeyns (sp.a)               |